# Dorfkirche Wachow

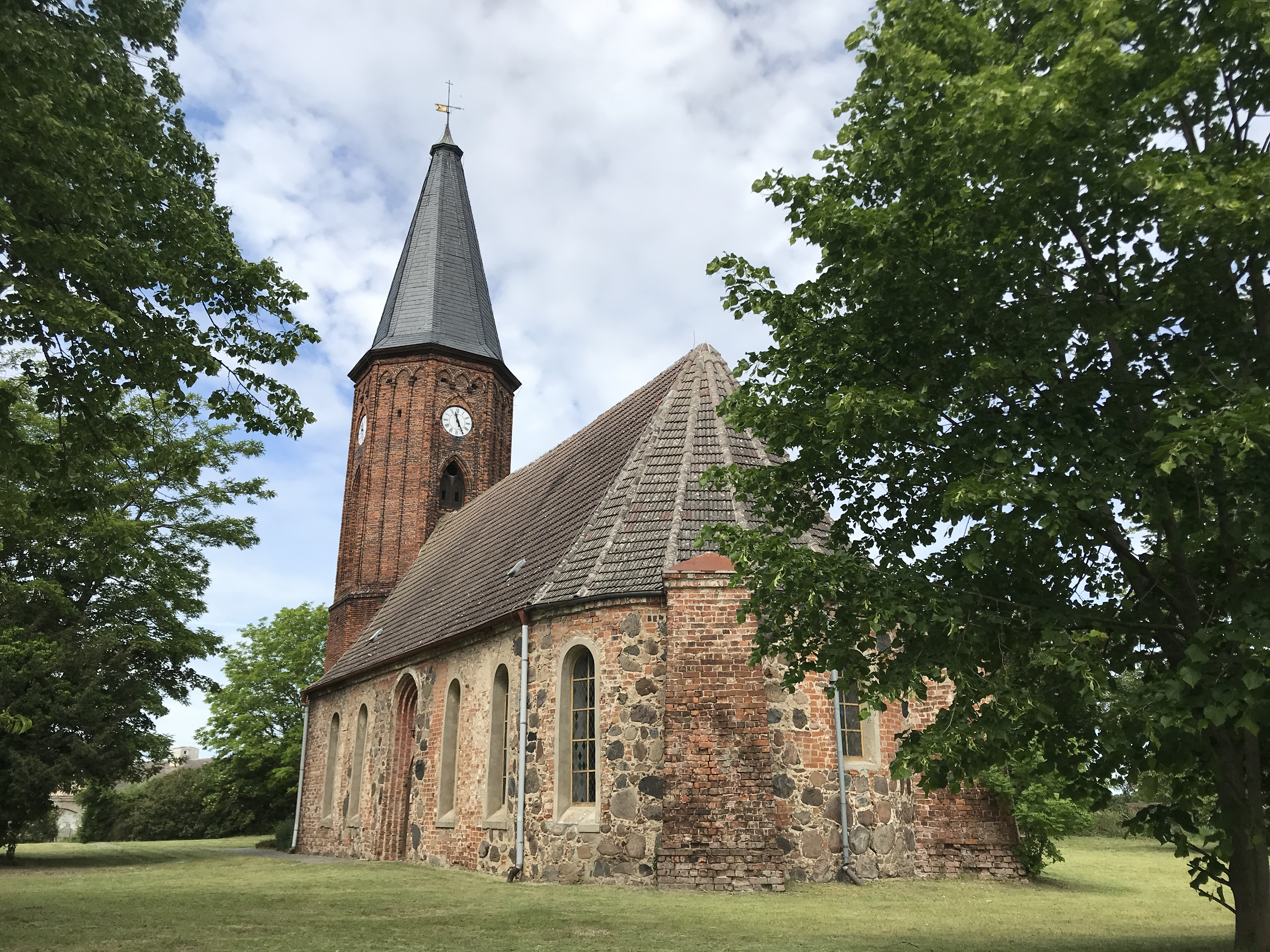
Dorfkirche Wachow

Die evangelische Dorfkirche Wachow ist eine im Kern spätgotische Saalkirche in Wachow, einem Ortsteil der Stadt Nauen im Landkreis Havelland im Land Brandenburg. Die Kirchengemeinde gehört zum Kirchenkreis Nauen-Rathenow der Evangelischen Landeskirche Berlin-Brandenburg-schlesische Oberlausitz.

## Lage
Die Landstraße 91 führt von Süden kommend S-förmig durch den Ort. Im unteren Schenkel zweigt die Straße Im Winkel nach Südwesten ab. Nördlich dieser Kreuzung steht die Kirche auf einem Grundstück, das nicht eingefriedet ist.

## Geschichte
Zur Baugeschichte gibt es unterschiedliche Angaben. Das Architekturbüro Redlich gibt an, dass der Bau im Kern romanisch sei. Der Dehio verweist hingegen auf einen spätgotischen Bau. 
Das Kirchenschiff entstand ausweislich einer Tafel am Bauwerk im 13. Jahrhundert. Als sicher gilt, dass in den Jahren 1820 bis 1822 der Westturm nach einem Entwurf Johann Carl Ludwig Schmids errichtet und von Karl Friedrich Schinkel revidiert wurde. Im Ersten Weltkrieg musste die Kirchengemeinde das Geläut im Zuge einer Metallspende des deutschen Volkes abgeben, sie schaffte 1921 drei neue Stahlglocken an.
Die Kirche wurde von 1982 bis 1984 restauriert. 1993 wurde die Kirchturmspitze erneuert; 1998 wurde die Orgel instand gesetzt.

## Baubeschreibung

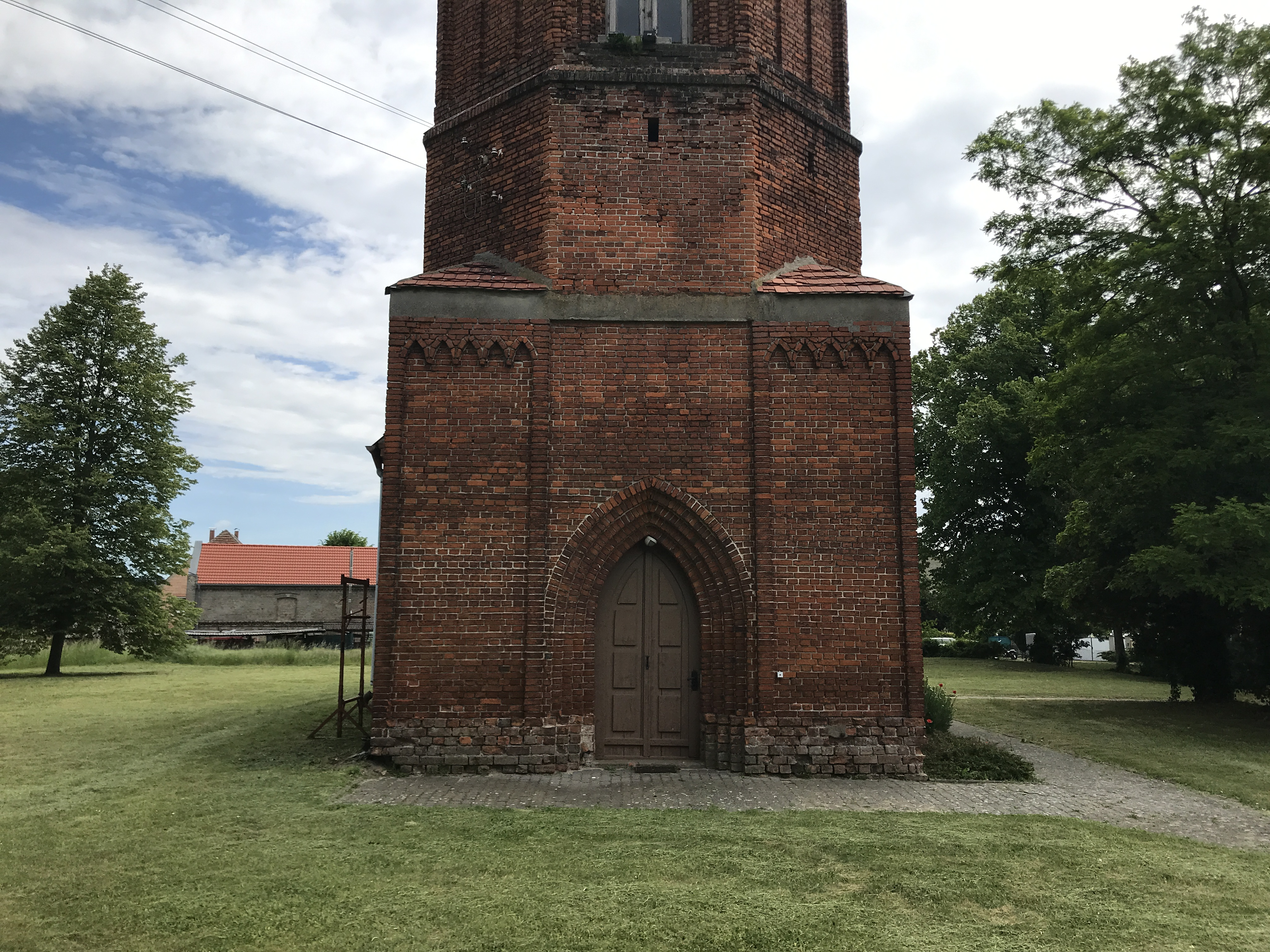
Westportal

Das Bauwerk entstand im Wesentlichen aus unbehauenen und nicht lagig geschichteten Feldsteinen sowie Mauersteinen. Der Chor ist nicht eingezogen und besitzt einen Fünfachtelschluss. Am Chorschluss ist mittig ein Rundbogenfenster, dessen Faschen verputzt sind. Seitlich sind zwei mächtige Strebepfeiler aus Mauerstein. An der Nord- und Südseite des Chors ist jeweils ein großes Rundbogenfenster, das sich annähernd über die gesamte Höhe erstreckt.
Das Kirchenschiff hat einen rechteckigen Grundriss. An der Nordseite sind je drei große Rundbogenfenster. Der westliche Teil ist ausschließlich gemauert, der mittlere sowie östliche Teil des Langhauses besteht aus Mischmauerwerk. An de Südseite sind ebenfalls drei große Rundbogenfenster. Zwischen dem mittleren und östlich gelegenen Fenster ist ein großes, vierfach getrepptes Rundbogenportal. Dort ist eine spitzbogenförmige Pforte, oberhalb eine Fischblase mit einem Vierschneuß. Es ist denkbar, dass in einem ersten Bauabschnitt zunächst der Chor sowie der östliche Teil bis zum ersten Joch entstand und anschließend das Schiff nach Westen hin erweitert wurde. Schiff und Chor tragen ein schlichtes Satteldach, das nach Osten hin abgewalmt ist. Im Innern ist die Kirche flach gedeckt. 
Der rund 36 m hohe Westturm hat einen quadratischen Grundriss und ist gegenüber dem Schiff leicht eingezogen. Er wurde ausschließlich aus Mauersteinen erstellt und kann durch ein vierfach getrepptes Spitzbogenportal von Westen aus betreten werden. Die seitlichen Flächen wurden mit Lisenen gegliedert, am Übergang zu den weiteren Geschossen ist ein nach unten geöffneter Zahnfries. Dieses Strukturelement findet sich auch auf der Nord- und Südseite. Dazwischen ist ein großes, rundes Ochsenauge, das in ebenfalls vierfach getreppte Mauersteine eingefasst ist. Oberhalb geht der Aufsatz in ein Achteck über. Sie sind ebenfalls mit Lisenen und Fries gegliedert. An den vier in die Himmelsrichtung ausgerichteten Seiten ist je eine spitzbogenförmige Öffnung mit je zwei gekuppelten Klangarkaden; darüber eine Turmuhr. Oberhalb ist ein achteckiger Turmhelm, der mit einer Wetterfahne abschließt.

## Ausstattung

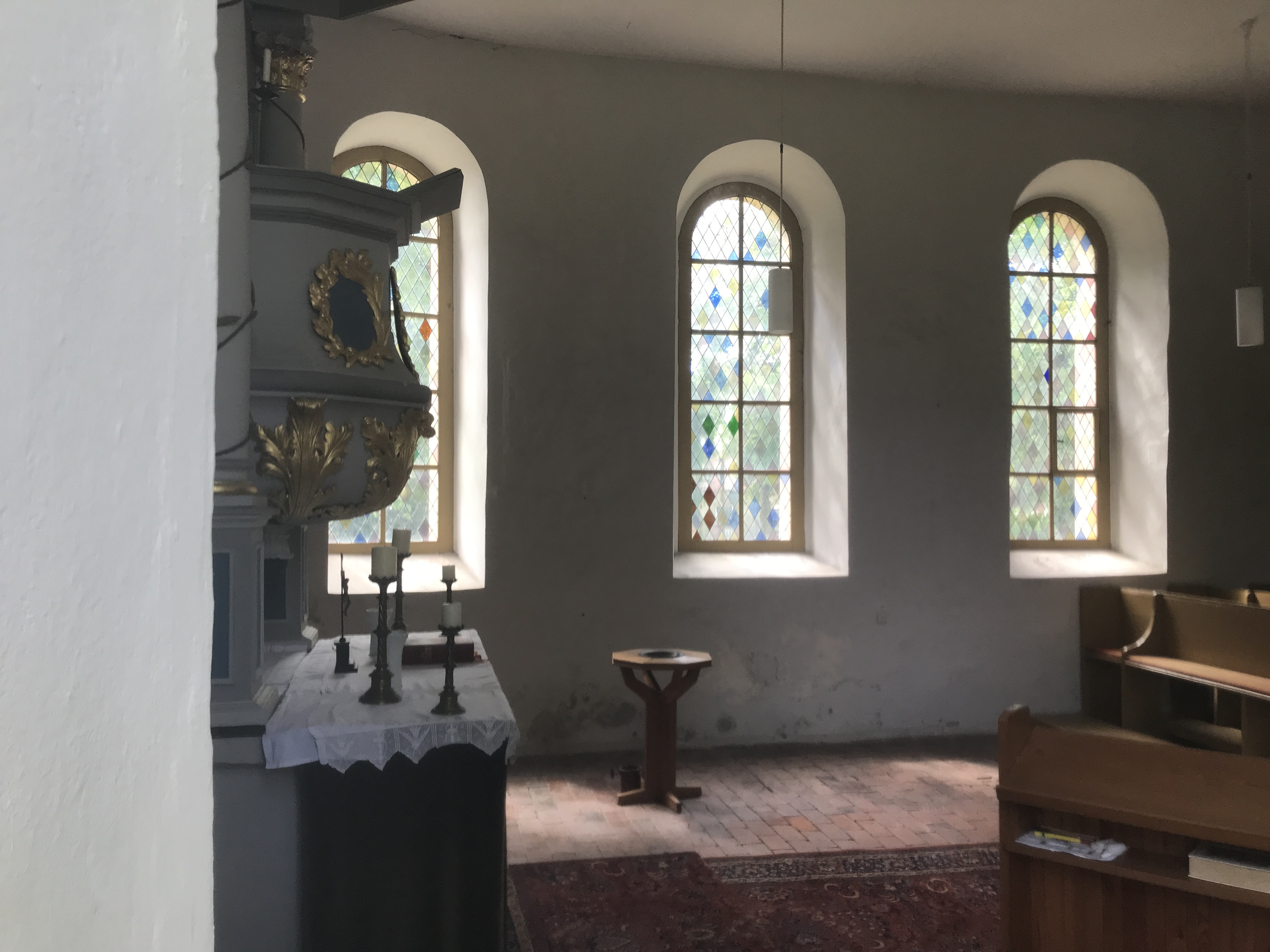
Blick ins Kirchenschiff

Der barocke Kanzelaltar entstand in der Zeit um 1730 und zeigt in der Predella das Abendmahl Jesu. Oberhalb ist der polygonale Kanzelkorb, der mit ovalen Blattkartuschen verziert wurde und zwischen Säulen steht, die mit Akanthus verziert wurden. Darüber ist ein Schalldeckel mit Volutenbügeln sowie Putten.
An der Nord- und Ostwand wurden spätmittelalterliche Wandmalereien aus dem Anfang des 16. Jahrhunderts freigelegt. Sie zeigen Bildszenen der Passion mit einem Landschaftshintergrund.
Auf der westlichen Empore steht eine Orgel, die Johann Simon Buchholz im Jahr 1822 schuf. Das Instrument mit neugotischem Prospekt besitzt ein Manual. 
Im Turm hängen drei Hartgussglocken aus dem Jahr 1921. Die größte ist rund 1900 kg schwer und hat einen Durchmesser von 172 cm. Sie trägt die Inschrift: „Landeslist und Trug / rauh mich einst zerschlug / was der Liebe Hand gelang / kund ich heut mit hellem Klang“. Die mittlere Glocke wiegt rund 1100 kg, hat einen Durchmesser von 138 sowie die Inschrift „In eisener Zeit dem Herrn geweiht“. Sie werden durch eine dritte Glocke ergänzt, die einen Durchmesser von 112 cm besitzt und rund 500 kg schwer ist. Sie trägt die Inschrift: „Dank und Ehre sei den Toten / für Treue bis zum Tod entboten“. Alle drei tragen weiterhin die Inschrift „Wachow, im 3. Friedensjahr 1921“.